# Beqa
Beqa est une île d'environ 30 km2 située à 10 km de la côte sud de Viti Levu d'environ 10 kilomètres. Elle culmine à environ 340 mètres d'altitude se composant de huit villages. L'île est connue pour sa cérémonie du Vilavilairevo (marche sur le feu) tradition ancienne dont les touristes sont aujourd'hui friands. 